# 목포수입식품검사소
목포수입식품검사소(木浦輸入食品檢査所)는 통관되는 식품의 수입통관 절차를 개선하고 민원인의 편의를 도모하기 위해 설립된 대한민국 식품의약품안전처 광주지방식품의약품안전청 소속의 수입식품 검사기관으로 광주수입식품검사소장은 식품위생사무관(5급)으로 보한다. 전라남도 목포시 항동 6-15에 위치하고 있었으나 2013년 11월 감천항수입식품검사소 신설과 동시에 폐지되었다.

## 연혁
- 2013년 3월 23일 광주지방식품의약품안전청 목포수입식품검사소 직제 신설
- 2013년 11월 15일 목포수입식품검사소 직제 폐지[3]
- 2013년 11월 15일 목포수입식품검사소(임시)

## 관할 구역(
- 주주목포, 낮,주양, 장, 성, 영암

## 이 보기
- 군산수입식품검사소
- 여수수입식품검사소